# Лоун-Оук (Джорджія)
Лоун-Оук (англ. Lone Oak) — місто (англ. town) в США, в окрузі Мерівезер штату Джорджія. Населення — 114 особи (2020).

## Географія
Лоун-Оук розташований за координатами 33°10′20″ пн. ш. 84°49′2″ зх. д. / 33.17222° пн. ш. 84.81722° зх. д. (33.172352, -84.817331).  За даними Бюро перепису населення США в 2010 році місто мало площу 1,62 км², уся площа — суходіл.

## Демографія
Згідно з переписом 2010 року, у місті мешкали 92 особи в 41 домогосподарстві у складі 27 родин. Густота населення становила 57 осіб/км².  Було 52 помешкання (32/км²).
Расовий склад населення:
| - 70,7 % — білих - 26,1 % — чорних або афроамериканців - 3,3 % — азіатів |

До двох чи більше рас належало 0,0 %. Частка іспаномовних становила 0,0 % від усіх жителів.
За віковим діапазоном населення розподілялося таким чином: 15,2 % — особи молодші 18 років, 62,0 % — особи у віці 18—64 років, 22,8 % — особи у віці 65 років та старші. Медіана віку мешканця становила 48,5 року. На 100 осіб жіночої статі у місті припадало 84,0 чоловіків;  на 100 жінок у віці від 18 років та старших — 90,2 чоловіків також старших 18 років.
Середній дохід на одне домашнє господарство  становив 43 595 доларів США (медіана — 37 917), а середній дохід на одну сім'ю — 54 950 доларів (медіана — 47 000). Медіана доходів становила 56 250 доларів для чоловіків та 36 875 доларів для жінок. За межею бідності перебувало 22,6 % осіб, у тому числі 57,1 % дітей у віці до 18 років та 0,0 % осіб у віці 65 років та старших.
Цивільне працевлаштоване населення становило 28 осіб. Основні галузі зайнятості: освіта, охорона здоров'я та соціальна допомога — 32,1 %, виробництво — 21,4 %, транспорт — 10,7 %, оптова торгівля — 7,1 %.